# Алфред Кастлер
Алфред Кастлер (фр. Alfred Kastler, 3. мај 1902. – 7. јануар 1984) био је француски физичар, који је 1966. године добио Нобелову награду за физику „за откриће и развој оптичких метода за проучавање Херцових резонанци у атомима”.
Професор Кастлер је умро 7. јануара 1984. године у Бандолу, Француска.

## Биографија
Кастлер је рођен у Гебвилеру (Алзас, Немачко царство), а касније је похађао Лицеј Бартолди у Колмару, Алзас, и Вишу нормалну школу у Паризу 1921. Након студија, 1926. је почео да предаје физику на Лицеју у Милузу, а затим предавао на Универзитету у Бордоу, где је био универзитетски професор до 1941. Жорж Бруа га је замолио да се врати у Вишу нормалну школу, где је коначно добио катедру 1952. године.
Сарађујући са Жаном Броселом, истраживао је квантну механику, интеракцију између светлости и атома и спектроскопију. Кастлер је, радећи на комбинацији оптичке и магнетне резонанце, развио технику „оптичког пумпања“. Ти радови су довели до комплетирања теорије ласера и масера.
Он је добитник Нобелове награде за физику 1966. године „за откриће и развој оптичких метода за проучавање Херцових резонанција у атомима“.
Он је био председник одбора Институт за теоријску и примењену оптику и био је први председник невладине организације (НВО) Акција против глади.
Кастлер је писао и поезију (на немачком). Године 1971, објавио је Europe, ma patrie: Deutsche Lieder eines französischen Europäers (тј. Европа, моја домовина: немачке песме француског Европљанина). Године 1976, Кастлер је изабран у Америчко филозофско друштво. Године 1978, постао је страни члан Краљевске холандске академије уметности и наука. Године 1979, Кастлер је награђен медаљом Вилхелма Екснера.

## Лабораторија Кастлер-Бросел
Професор Кастлер је провео већи део своје истраживачке каријере на Вишој нормалној школи у Паризу, где је започео каријеру после рата са својим учеником, Жаном Броселом, у малој истраживачкој групи за спектроскопију.
Током четрдесет година које су уследиле, ова група је обучила многе младе физичаре и имала значајан утицај на развој науке атомске физике у Француској. Херцијанска спектроскопска лабораторија је тада преименована у Лабораторија Кастлер-Бросел 1994. године и добила је део своје лабораторије на Универзитету Пјер и Марија Кири углавном на Вишој нормалној школи.
Професор Кастлер је умро 7. јануара 1984. у Бандолу, Француска.